# Večni mornar (opera)
Večni mornar (izvirno nemško Der fliegende Holländer), (tudi Leteči Holandec) je romantična opera v treh dejanjih Richarda Wagnerja. Libreto je napisal avtor opere. Prvič so jo izvedli 2. januarja 1843 v Dresdenu. Prva slovenska uprizoritev opere v Ljubljani je bila 27. januarja 1900.

## Osebe
- Daland, norveški pomorščak - bas
- Senta, njegova hči - sopran
- Erik, lovec - tenor
- Marija, Sentina pestunja - alt
- Dalandov krmar - tenor
- Holandec (Večni mornar) - bas
- Dalandovi mornarji, posadka večnega mornarja, dekleta.

## Vsebina
Godi se ob norveški obali.

### Prvo dejanje
Ladja norveškega pomorskega kapitana Dalanda se je rešila pred nevihto v varen zaliv ob skalnati obali. Moštvo je utrujeno in gre kmalu počivat. Med tem pa se približa obali druga ladja. Črna, skrivnostna z rdečimi jadri — ladja Blodečega Holandca — Večnega mornarja. Ta ne pozna nevarnosti. Ni viharja, ki bi jo pogubil, ni je čeri, ki bi jo potopila, kajti njen kapitan je preklet, da blodi večno po morjih, dokler ga zvesta ženska ne reši. Vsakih sedem let sme nesrečnež stopiti na suho zemljo, da poišče tisto, ki bi ga rešila prekletstva. Vendar je doslej ni našel. Zato stopa spet s strahom na suho, da bi vnovič poskusil srečo. Tu ga najde Daland in ga pozove, naj gre z njim in si odpočije v njegovi hiši. Poln očetovskega ponosa mu tudi pripoveduje o svoji hčerki Senti, brezdomec Večni mornar spet zasanja o rešitvi ter ponudi Dalandu vse zaklade, ki jih nosi njegova ladja. Ta je zadovoljen in ladji se pripravita za odhod proti Dalandovi domovini.

### Drugo dejanje
V sobi pri Dalandu sede dekleta in predejo. Med njimi je tudi Senta. Resna in zamišljena gleda na sliko Večnega mornarja, ki visi nad vrati. Strastno poje balado, ki jo je zložil preprost narod in ki govori o njegovi usodi. Ko vstopi Erik, njen ženin, nima zanj dobre besede. Ženin jo mora zapustiti z zlo slutnjo v srcu. Senta ostane sama. V tem se odpro vrata in oče Daland vstopi z možem, čigar bleda podoba visi nad vratini. Kot okamenela se zastrmita drug v drugega, in ko sta sama, mu priseže Senta zvestobo do smrti.

### Tretje dejanje
Ob obali sta privezani obe ladji. Okoli Dalandove vlada veselje. Posadka pije in raja. S Holandčeve ladje pa se oglašajo pošastne pesmi in veselja ni. Pride Senta in za njo Erik, ki ji očita spremembo in zahteva pojasnilo. Holandec pa, ki ju pri tem pogovoru zaloti, podvomi o Sentini zvestobi. Njegova ljubezen mu narekuje, da pobegne takoj, da še Sente ne zaplete v prekletstvo. Zato odhiti na ladjo, ki z bliskovito naglico odpluje. Ko je njegova jadrnica že v globokem morju, zapečati Senta svojo zvestobo s smrtjo in odreši »večnega mornarja« s tem, da skoči s pečine v morje. 